# Starachowicki
Starachowicki là một huyện thuộc tỉnh Świętokrzyskie của Ba Lan. Huyện có diện tích 523 km². Đến ngày 1 tháng 1 năm 2011, dân số của huyện là 92982 người và mật độ 178 người/km².